# Île San Lucas
L'Île San Lucas est une île du Costa Rica située dans le golfe de Nicoya de la province de Puntarenas. Elle se trouve à 8 km  au sud-ouest de Puntarenas .

## Description
L'île San Lucas a une superficie d'environ 500 hectares. Elle fut habitée à l'époque pré-colombienne et des sites archéologiques sont connus sur l'île où des outils furent retrouvés à la fin des années 1970.
Sur cette île, le roman La isla de los hombres solos de José León Sánchez, qui a passé plusieurs années en prison, occupe le devant de la scène. Sur cette île se trouvait la prison où les prisonniers les moins dangereux du pays étaient enfermés.  Cependant, au fil des ans, la prison a été transformée en une prison abritant des criminels les plus dangereux.
Depuis 1991 elle a été fermée et est actuellement, sous l'administration du MINAET, un refuge pour la faune. Les anciennes installations de la prison sont aujourd'hui un centre historique.

## Zone protégée
Depuis 2001 l'île est devenue un refuge (San Lucas Island Wildlife Refuge) pour la faune et la flore qui y vivent et, avec l'aide d'organisations non gouvernementales, elle tente de repeupler l'île avec des espèces disparues depuis longtemps comme des cerfs de Virginie, des iguanes, des pécaris, des paons et d’autres espèces ont été relâchés.
|                             |
| Île San Lucas (débarcadère) |